# Denemarken op de Olympische Zomerspelen 1984
Denemarken nam deel aan de Olympische Zomerspelen 1984 in Los Angeles, Verenigde Staten. 

## Medailleoverzicht
| Sport        | Olympiër                                                                      | Discipline           | Medaille |
| ------------ | ----------------------------------------------------------------------------- | -------------------- | -------- |
| Kanovaren    | Henning Lynge Jakobsen                                                        | C-1 500m (m)         | Zilver   |
| Paardensport | Anne Grethe Jensen                                                            | dressuur individueel |          |
| Schietsport  | Ole Riber Rasmussen                                                           | skeet                |          |
| Kanovaren    | Henning Lynge Jakobsen                                                        | C-1 1000m (m)        | Brons    |
| Roeien       | Erik Christiansen Michael Jessen Lars Nielsen Per Rasmussen                   | vier-zonder (m)      |          |
| Roeien       | Hanne Eriksen Birgitte Hanel Charlotte Koefoed Bodil Rasmussen Jette Sørensen | vier-met (v)         |          |

## Deelnemers en resultaten per onderdeel

### Atletiek
| Olympiër          | Discipline   | Resultaat | Prestatie |
| ----------------- | ------------ | --------- | --------- |
| Henrik Jørgensen  | marathon (m) | 19e       | 2:15.55   |
| Allan Zachariasen | marathon (m) | 25e       | 2:17.10   |
|                   |              |           |           |
| Dorthe Rasmussen  | marathon (v) | 13e       | 2:33.40   |

### Gewichtheffen
| Olympiër   | Discipline | Resultaat | Prestatie |
| ---------- | ---------- | --------- | --------- |
| Henri Haeg | -90kg (m)  | 7e        |           |

### Handbal
| Olympiër | Discipline | Resultaat | Prestatie |
| --- | ---------- | --------- | --- |
| Morten Stig Christensen Anders Dahl-Nielsen Peter Fenger Jørgen Gluver Hans Hattesen Carsten Haurum Klaus Jensen Mogens Jeppesen Keld Nielsen Erik Rasmussen Jens Roepstorff Per Skaarup Poul Sørensen Mikael Strøm | mannen     | 32e       | groep B: 2de W van Spanje: 21-16 W van Zuid-Korea: 31-28 W van Verenigde Staten: 19-16 W van Zweden: 26-19 V van Bondsrepubliek Duitsland: 18-20 bronzen finale: V van Roemenië: 16-24 |

| Groep B |                          |             |             |             |             |            |            |            |        |
| #       | Land                     | Wedstrijden | Wedstrijden | Wedstrijden | Wedstrijden | Doelpunten | Doelpunten | Doelpunten | Punten |
| #       | Land                     | G           | W           | G           | V           | V          | T          | Saldo      | Punten |
| 1       | Bondsrepubliek Duitsland | 5           | 5           | 0           | 0           | 114        | 95         | +19        | 10     |
| 2       | Denemarken               | 5           | 4           | 0           | 1           | 115        | 99         | +16        | 8      |
| 3       | Zweden                   | 5           | 3           | 0           | 2           | 119        | 110        | +9         | 6      |
| 4       | Spanje                   | 5           | 2           | 0           | 3           | 105        | 106        | -1         | 4      |
| 5       | Verenigde Staten         | 5           | 0           | 1           | 4           | 91         | 100        | -9         | 1      |
| 6       | Zuid-Korea               | 5           | 0           | 1           | 4           | 123        | 157        | -34        | 1      |

| Ronde          | Datum       | Plaats                   | Land  | Score            | Land |
| -------------- | ----------- | ------------------------ | ----- | ---------------- | ---- |
| Groepsfase     |             |                          |       |                  |      |
| 31 juli        | Los Angeles | Denemarken               | 21-16 | Spanje           |      |
| 2 augustus     | Los Angeles | Denemarken               | 31-28 | Zuid-Korea       |      |
| 4 augustus     | Los Angeles | Denemarken               | 19-16 | Verenigde Staten |      |
| 6 augustus     | Los Angeles | Denemarken               | 26-19 | Zweden           |      |
| 8 augustus     | Los Angeles | Bondsrepubliek Duitsland | 20-18 | Denemarken       |      |
| Bronzen finale |             |                          |       |                  |      |
| 11 augustus    | Los Angeles | Roemenië                 | 24-16 | Denemarken       |      |

### Judo
| Olympiër       | Discipline | Resultaat | Prestatie |
| -------------- | ---------- | --------- | --------- |
| Carsten Jensen | -95kg (m)  | 13e       |           |

### Kanovaren
| Olympiër               | Discipline    | Resultaat | Prestatie                                                                       |
| ---------------------- | ------------- | --------- | ------------------------------------------------------------------------------- |
| Henning Lynge Jakobsen | C-1 500m (m)  | Zilver    | serie 1: 1ste in 2.05,09 halve finale 1: 1ste in 2.01,42 finale: 2de in 1.58,45 |
| Henning Lynge Jakobsen | C-1 1000m (m) | Brons     | serie 2: 1ste in 4.14,59 finale: 3de in 4.09,51                                 |

### Paardensport
| Olympiër                    | Discipline  | Resultaat | Prestatie                                                     |
| Dressuur                    | Dressuur    | Dressuur  | Dressuur                                                      |
| --------------------------- | ----------- | --------- | ------------------------------------------------------------- |
| Marie-Louise Castenskiold   | individueel | 32e       | kwalificatie: 32ste met 1357 punten                           |
| Anne Grethe Jensen-Törnblad | individueel | Zilver    | kwalificatie: 2de met 1701 punten finale: 2de met 1442 punten |
| Torben Ulsø Olsen           | individueel | 20e       | kwalificatie: 20ste met 1496 punten                           |

### Roeien
| Olympiër                                                                      | Discipline      | Resultaat | Prestatie |
| ----------------------------------------------------------------------------- | --------------- | --------- | --- |
| Michael Jessen Lars Nielsen Per Rasmussen Erik Christiansen                   | vier-zonder (m) | Brons     | serie 1: 3de in 6.15,58 herkansingen: 2de in 6.22,94 finale: 3de in 6.07,72                                  |
|                                                                               |                 |           | |
| Lise Justesen                                                                 | skiff (v)       | 5e        | serie 2: 3de in 3.50,15 herkansingen: 1ste in 3.47,60 halve finale 2: 1ste in 3.55,34 finale: 5de in 3.47,79 |
| Hanne Eriksen Birgitte Hanel Charlotte Koefoed Bodil Rasmussen Jette Sørensen | vier-met (v)    | Brons     | serie 2: 2de in 3.15,69 herkansingen: 1ste finale: 3de in 3.16,02                                            |

### Schietsport
| Olympiër             | Discipline                 | Resultaat | Prestatie   |
| -------------------- | -------------------------- | --------- | ----------- |
| Niels Peder Pedersen | 10m luchtgeweer (m)        | 20e       | 577 punten  |
| Bo Lilja             | 50m geweer 3 houdingen (m) | 5e        | 1153 punten |
| Bo Lilja             | 50m geweer liggend (m)     | 17e       | 591 punten  |
|                      |                            |           |             |
| Ole Riber Rasmussen  | skeet                      | Zilver    | 196 punten  |

### Wielersport
| Olympiër                                                  | Discipline                    | Resultaat | Prestatie                                                                                               |
| Baan                                                      | Baan                          | Baan      | Baan |
| --------------------------------------------------------- | ----------------------------- | --------- | --- |
| Claus Rasmussen                                           | tijdrit (m)                   | 15e       | 1.09,04                                                                                                 |
| Brian Holm Sørensen                                       | puntenkoers (m)               | 17e       | 12 punten                                                                                               |
| Michael Markussen                                         | puntenkoers (m)               | 9e        | 21 punten                                                                                               |
| Henning Larsen                                            | individuele achtervolging (m) | 18e       | kwalificatie: 18de in 4.58,17                                                                           |
| Jørgen Pedersen                                           | individuele achtervolging (m) | 5e        | kwalificatie: 4de in 4.48,42 1ste ronde: W van CAN Stieda: 4.45,34 kwartfinale: V van USA Nitz: 4.46,65 |
| Dan Frost Michael Markussen Jørgen V. Pedersen Brian Holm | ploegenachtervolging (m)      | 5e        | kwalificatie: 4de in 4.29,79 kwartfinale: V van Verenigde Staten: 4.25,16                               |
| Weg                                                       |                               |           | |
| Ole Byriel                                                | wegwedstrijd (m)              | DNF       | niet gefinisht                                                                                          |
| Kim Eriksen                                               | wegwedstrijd (m)              | 40e       | 5:15.27                                                                                                 |
| Søren Lilholt                                             | wegwedstrijd (m)              | DNF       | niet gefinisht                                                                                          |
| Per Pedersen                                              | wegwedstrijd (m)              | 24e       | 5:11.43                                                                                                 |
| John Carlsen Kim Eriksen Lars Jensen Søren Lilholt        | ploegentijdrit (m)            | 7e        | 2:05.31                                                                                                 |
|                                                           |                               |           | |
| Helle Sørensen                                            | wegwedstrijd (v)              | 7e        | 2:13.28                                                                                                 |

### Zeilen
| Olympiër                                  | Discipline      | Resultaat | Prestatie                         |
| ----------------------------------------- | --------------- | --------- | --------------------------------- |
| Lasse Hjortnæs                            | finn            | 12e       | 93,7 punten: (19-11-13-3-13-14-7) |
| Jacob Bojsen-Møller Jørgen Bojsen-Møller  | flying dutchman | 4e        | 52,4 punten: (1-6-8-8-7-3-4)      |
| Paul Elvstrøm Trine Elvstrøm-Myralf       | tornado         | 4e        | 51,1 punten: (6-3-5-3-14-4-5)     |
| Thomas Andersen Jesper Bank Jan Mathiasen | soling          | 12e       | 92,5 punten: (8-12-7-12-7-12-10)  |

### Zwemmen
| Olympiër        | Discipline           | Resultaat | Prestatie                                          |
| --------------- | -------------------- | --------- | -------------------------------------------------- |
| Franz Mortensen | 100m vrije slag (m)  | 24e       | serie 2: 3de in 52,22                              |
| Peter Rohde     | 100m vrije slag (m)  | 16e       | serie 6: 3de in 51,40 (NR) finale B: 8ste in 51,98 |
| Franz Mortensen | 200m vrije slag (m)  | 24e       | serie 1: 3de in 1.54,09 (NR)                       |
| Franz Mortensen | 400m vrije slag (m)  | 24e       | serie 1: 5de in 4.09,80                            |
| Søren Østberg   | 100m vlinderslag (m) | 15e       | serie 6: 2de in 55,73 finale B: 7de in 56,04       |
| Søren Østberg   | 200m vlinderslag (m) | 26e       | serie 3: 6de in 2.06,15                            |
| Peter Rohde     | 200m wisselslag (m)  | 13e       | serie 2: 1ste in 2.07,93 finale B: 5de in 2.07,10  |

Algerije · Amerikaanse Maagdeneilanden · Andorra · Antigua en Barbuda · Argentinië · Australië · Bahama’s · Bahrein · Bangladesh · Barbados · België · Belize · Benin · Bermuda · Bhutan · Birma · Bolivia · Bondsrepubliek Duitsland · Botswana · Brazilië · Britse Maagdeneilanden · Canada · Centraal-Afrikaanse Republiek · Chili · China · Chinees Taipei · Colombia · Congo-Brazzaville · Costa Rica · Cyprus · Denemarken · Djibouti · Dominicaanse Republiek · Ecuador · Egypte · El Salvador · Equatoriaal-Guinea · Fiji · Filipijnen · Finland · Frankrijk · Gabon · Gambia · Ghana · Grenada · Griekenland · Groot-Brittannië · Guatemala · Guinee · Guyana · Haïti · Honduras · Hongkong · Ierland · IJsland · India · Indonesië · Irak · Israël · Italië · Ivoorkust · Jamaica · Japan · Joegoslavië · Jordanië · Kaaimaneilanden · Kameroen · Kenia · Koeweit · Lesotho · Libanon · Liberia · Liechtenstein · Luxemburg · Madagaskar · Malawi · Maleisië · Mali · Malta · Marokko · Mauritanië · Mauritius · Mexico · Monaco · Mozambique · Nederland · Nederlandse Antillen · Nepal · Nicaragua · Nieuw-Zeeland · Niger · Nigeria · Noord-Jemen · Noorwegen · Oeganda · Oman · Oostenrijk · Pakistan · Panama · Papoea-Nieuw-Guinea · Paraguay · Peru · Portugal · Puerto Rico · Qatar · Roemenië · Rwanda · Salomonseilanden · Samoa · San Marino · Saoedi-Arabië · Senegal · Seychellen · Sierra Leone · Singapore · Soedan · Somalië · Spanje · Sri Lanka · Suriname · Swaziland · Syrië · Tanzania · Thailand · Togo · Tonga · Trinidad en Tobago · Tsjaad · Tunesië · Turkije · Uruguay · Venezuela · Verenigde Arabische Emiraten · Verenigde Staten · Zaïre · Zambia · Zimbabwe · Zuid-Korea · Zweden · Zwitserland